# Decapre
Decapre (ディカープリ, Dikāpuri), in russo (декабрь), è un personaggio della serie di videogiochi di Street Fighter, comparsa per la prima volta nel franchise in Street Fighter Alpha 3 (1998) come personaggio di supporto. A seguito dell'annuncio nel marzo 2014 diventa un personaggio giocabile in Ultra Street Fighter IV.
Originaria della Russia, fa parte delle Dolls, gruppo combattente d'élite al servizio di M. Bison creato tramite esperimenti di clonazione e lavaggio del cervello. Il suo nome deriva dalla parola russa usata per il mese di dicembre, Dekabr'.

## Aspetto fisico
L'aspetto fisico di Decapre è estremamente simile a quello di Cammy, in quanto suo prototipo difettoso, precedente alla creazione di quest'ultima. Indossa il completo delle Shadaloo's Dolls e una maschera metallica blu scuro utile a coprire un'estesa bruciatura sul lato sinistro del volto.
I capelli sono biondo platino e raccolti in due trecce acconciate come quelle di Cammy stessa.
Così come Vega, membro anch'esso dello Shadaloo, Decapre utilizza degli artigli progettati per il corpo a corpo che però risultano più corti e sfruttabili per ambo le mani, circondati da energia psichica.

## Personalità
Normalmente di indole taciturna e calma, quando presa dalla furia Decapre diventa inarrestabile, focalizzata soltanto sull'obiettivo. La sua propensione a lasciarsi guidare dalla rabbia nel completare le proprie missioni la rendono uno degli elementi più instabili tra le Dolls. Così come Juni e Juli prima di lei, anche Decapre è programmata alla totale obbedienza, che esplica con un pattern comunicativo robotico, instabilità psicologica e comportamenti violenti, il tutto dovuto al controllo mentale esercitato da M.Bison su di lei.

## Storia

### Super Street Fighter 4 OVA
Decapre, insieme alle altre Dolls, viene attaccata da Juri in una base segreta montuosa degli Shadaloo e viene velocemente sconfitta. Dopo essere costretta ad uno stato di sonno profondo in una capsula, viene caricata su un aereo con le compagne e portata a Seth in una località ignota, al fine di proseguire su di esse ulteriori esperimenti.

### Ultra Street Fighter 4
Nella sua prima apparizione giocabile Decapre viene svegliata dal sonno della capsula da un membro del personale S.I.N. e liberata dal controllo mentale di M. Bison. Con questo risveglio la combattente rivive intensi flashback del passato riguardo alla sua cattura da parte dello Shadaloo e alle interazioni con Cammy, un tempo sua amica e compagna durante l'addestramento nell'organizzazione criminale e ora sua acerrima nemica. Presa dalla furia e dal desiderio di uccidere Cammy evade, usando i propri artigli per fuggire. Nonostante i propri intenti personali decide di dedicarsi prima alla propria direttiva primaria, la neutralizzazione di Seth.
Dopo averlo sconfitto, troneggiando sul corpo svenuto, nel momento del colpo finale viene interrotta da Cammy. Ormai preda dello stato di rabbia e desiderio di vendetta attacca l'altra donna determinata ad ucciderla ma viene improvvisamente bloccata dal proprio corpo, in preda ad una rapida degenerazione mentale. Mentre Cammy tenta di aiutarla Decapre rimuove la propria maschera, mostrando il viso deturpato e spiegando la fonte del proprio odio.
A questo punto M. Bison compare e spiega a Cammy come l'improvviso collasso di Decapre non sia casuale, ma frutto di un determinato sistema di arresto, chiamato "meccanismo dell'uomo morto" (menzionato già in Street Fighter Alpha 3), entrato in funzione al suo rilascio dal controllo mentale. Nel momento in cui Cammy inizia a contrattare con M.Bison affinché la combattente venga salvata Decapre la ferma, le tende la mano e la rassicura sul fatto che vada tutto bene, decidendo di farsi portare via dal proprio superiore.
Di nuovo affidata al sonno della capsula, Decapre pensa nei suoi ultimi momenti di coscienza "Va tutto bene. La tua sorellona è qui con te", rivolta a Cammy.

### Street Fighter V
Nel corso del gioco Decapre appare come CPU e come parte dello story mode A Shadow Falls, nei ricordi di Cammy, che rivive l'episodio passato con cui si sono divise. Viene anche menzionata da Cammy stessa dopo aver sconfitto F.A.N.G. e dopo aver visto l'arma di Vega, molto simile a quella della combattente scomparsa.

## Fumetti

### UDON Comics
Nella serie a fumetti Decapre compare come prototipo di Cammy, che ne scopre l'esistenza durante un'operazione in una base Shadaloo. Incontrando Decapre scopre che la combattente utilizza il suo stesso set di mosse.
Durante il combattimento la maschera di Decapre cade rivelando il volto ustionato e la somiglianza a Cammy. La maschera è simile a quella di Vega, senza apertura per la bocca e due fessure rosso fluorescente per gli occhi, armata di artigli simili a quest'ultimo.

## Apparizioni live-action

### Street Fighter: Resurrection
Il personaggio di Decapre appare nella mini serie Street Fighter: Resurrection, interpretata da Katrina Durden.

## Accoglienza e controversie
Il personaggio di Decapre è stato inizialmente catalogato come banale e privo di un move set intrigante, troppo simile a Vega e Cammy. Questo ha causato malcontento tra i giocatori, che a seguito delle presentazioni di Capcom attendevano altri personaggi come aggiunte alla schiera dei giocabili in Ultra Street Fighter IV.
In un'intervista Tomoaki Ayano, assistant producer del titolo, ha spiegato la presenza di tale personaggio con la volontà di dare rilevanza al gruppo delle Dolls, spesso figurati nel franchise come npc o secondari. Egli afferma: "Avremmo voluto trascinarle più a fondo nella storia, così abbiamo deciso di prendere una Doll e renderla un personaggio giocabile. Abbiamo scelto Decapre perché gioca un ruolo importante nella storia di Cammy e in Shadaloo stessa. Completando la modalità Arcade nei panni di Decapre i giocatori verranno ricompensati con un importante frammento di storia narrato in animazioni di notevole qualità che approfondiscono una parte di trama che non è stata mai raccontata in SFIV fino a questo momento.